# Cosmoscarta chrysomelaena
Cosmoscarta chrysomelaena är en insektsart som beskrevs av Butler 1874. Cosmoscarta chrysomelaena ingår i släktet Cosmoscarta och familjen spottstritar. Inga underarter finns listade i Catalogue of Life.